# Шубін Федот Іванович
 Шубін Федот Іванович (17 (28) травня 1740 — 12 (24) травня 1805) — російський скульптор, один з найвидатніших скульпторів 18 століття.

## Життєпис
Народився в Архангельській губернії, селище Тючковське. Походить з родини селян, що не підпадали під кріпацтво, тобто були «вільними» або державними селянами. Батько знав грамоту. Первісні навички різьби по дереву та кісткам отримав на батьківщині. Справжнє прізвище хлопця — Шубной.

### Навчання
У віці 19 років дістався Петербурга. Зазнав лиха, але за підтримки земляка — Михайла Ломоносова у 1761 р. зумів поступити у Імператорську Академію мистецтв, що була заснована у 1757 р. В щойно заснованій Академії скульптурний клас очолював Н. Жиллє, запрошений з Франції. В роки навчання в Академії його прізвище змінили на Шубін. Виказав добрі здібності в навчанні. За барельєф «Убивство Аскольда та Діра» у 1766 р. отримав офіцерське звання, атестат та шпагу і власне дворянське звання.
Після закінчення навчального закладу у 1767 р. отримав право на пенсіонерську подорож до Західної Європи за рахунок держави. Відбув у Францію для удосконалення майстерності. В Парижі опікуном скульптора став російський дипломат Д.Голіцин.
В Парижі працював під керівництвом скульптора Жана-Батиста Пігаля (1714—1785), особи досить сміливої і навіть ризикованої в мистецтві. Серед скульптурних творів Пігаля — філософ Вольтер.
Два роки після Парижу -(1770—1772) — по дозволу з Росії Шубін удосконалював майстерність в Римі. Вже там виконані перші портрети по замовам російських вельмож, що принесли скульптору визнання.

### Петербурзький період
З 1773 р. Щубін в Петербурзі, де працюватиме до смерті. В ці роки працював у різних скульптурних жанрах — * погруддя-портрет
- рельєф
- скульптура у повний зріст
- декоративна та релігійна скульптура.

Шубін відрізнявся працьовитістю та творчою продуктивністю. В роки розквіту таланту, він висікав одне погруддя-портрет за місяць, що досить багато.
Головним жанром для скульптора став портрет. В творчому надбанні скульптора — понад 200 творів, переважно в мармурі.
Слава видатного скульптора не стала гарантією матеріального успіху. Він отримав звання академіка ще у 1774 р. за поруддя імператриці Катерини ІІ. Але йому відмовили в стабільній матеріальній підтримці.
Помер в Петербурзі.

## Вибрані твори
- погруддя Голіцина Ф. Н., 1771

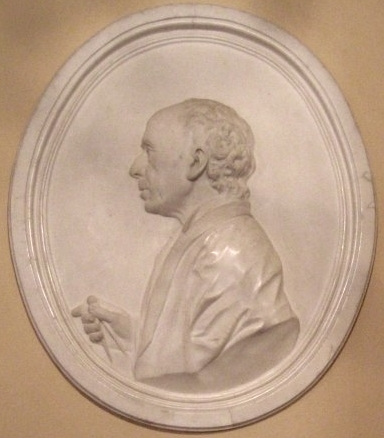
портрет архітектора Антоніо Рінальді,1782, Гатчинський палац.

- портрет рельєф Шувалова І. І., 1771
- портрет рельєф Орлова Ф. Г., 1771
- погруддя Катерини ІІ, 1774
- погруддя Безбородка О. А.
- два погруддя князя Голіцина Олександра Михайловича, 1775, (гіпс — Російський музей, мармур — Третьяковська галерея)
- погруддя графині Паніної М. Р.
- погруддя Орлова В. Г., 1775 (Третьяковська галерея)
- погруддя генерал-фельдмарщала Рум'янцева-Задунайського Петра Олександровича, 1778,
- погруддя багатія Баришнікова І. С., 1778
- погруддя статс-секретаря Завадовського П. В.,(Третьяковська галерея)
- погруддя невідомого

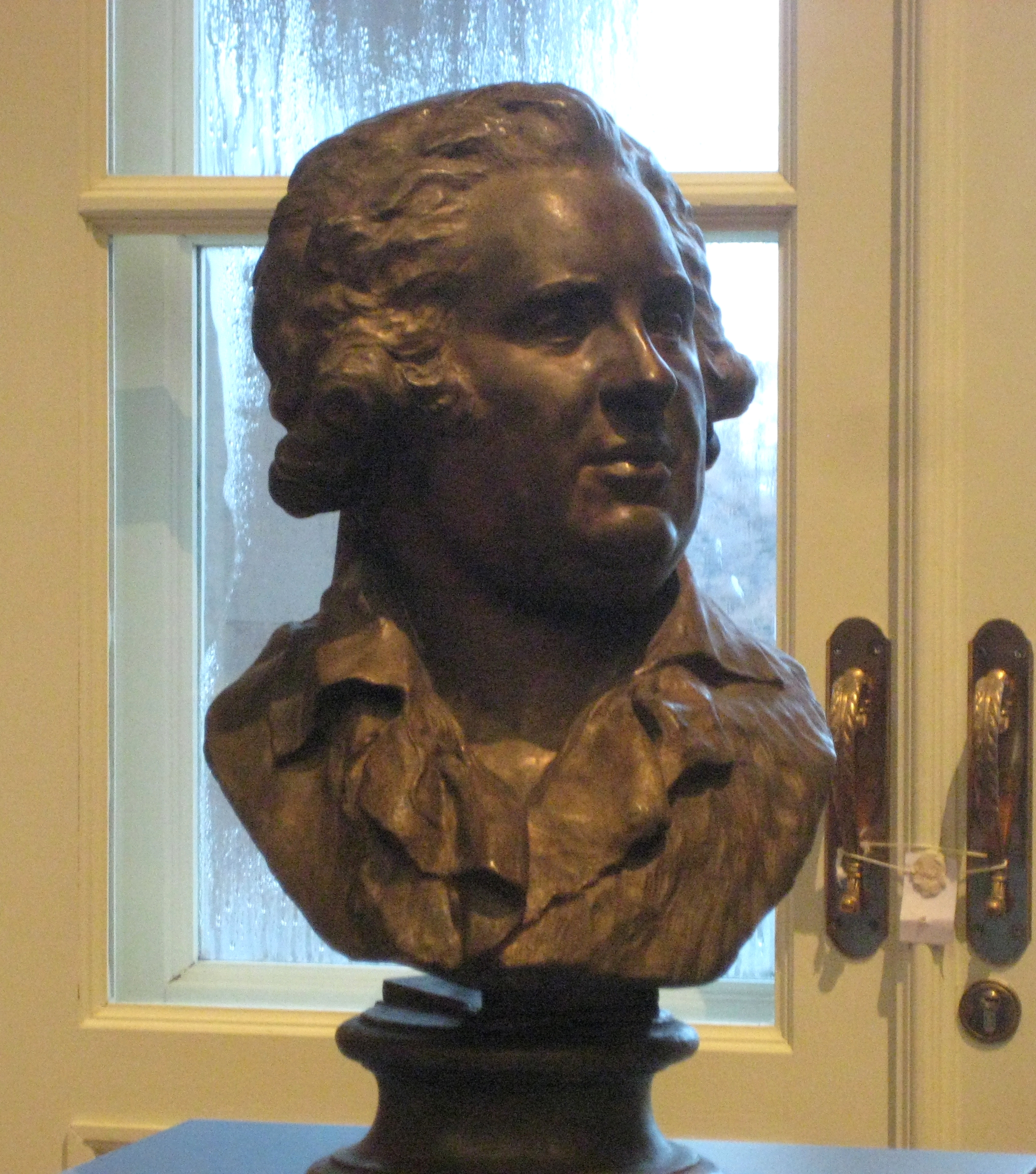
портрет князя Безбородко

- погруддя Шеремєтєва П. Б., 1783, (садиба Кусково)
- погруддя господині Міхельсон І. І., 1785 (Російський музей)
- Скульптура Пандора для фонтану в Петергофі
- погруддя адмірала Чичагова , 1791
- погруддя князя Потьомкіна Г. О., 1791
- погруддя Й-Г. Шварца, 1792
- погруддя Платона Олександровича Зубова , 1796, бронза
- погруддя Бецького І. І.
- портрет петербурзького градоначальника Чулкова Є. М., 1792
- погруддя Ломоносова М. В., 1797(посмертно)
- 58 мармурових портретів на рельєфах для Чесменського палацу, 1774—1775
- декоративні скульптури для Мармурового палацу
- релігійні скульптури для собору Св. Трійці в Олекскндро-Невському монастирі-лаврі
- погруддя імператора Павла , 1797, (Російський музей)
- погруддя імператора Олександра І, 1801, м. Воронеж

## Увічнення пам'яті

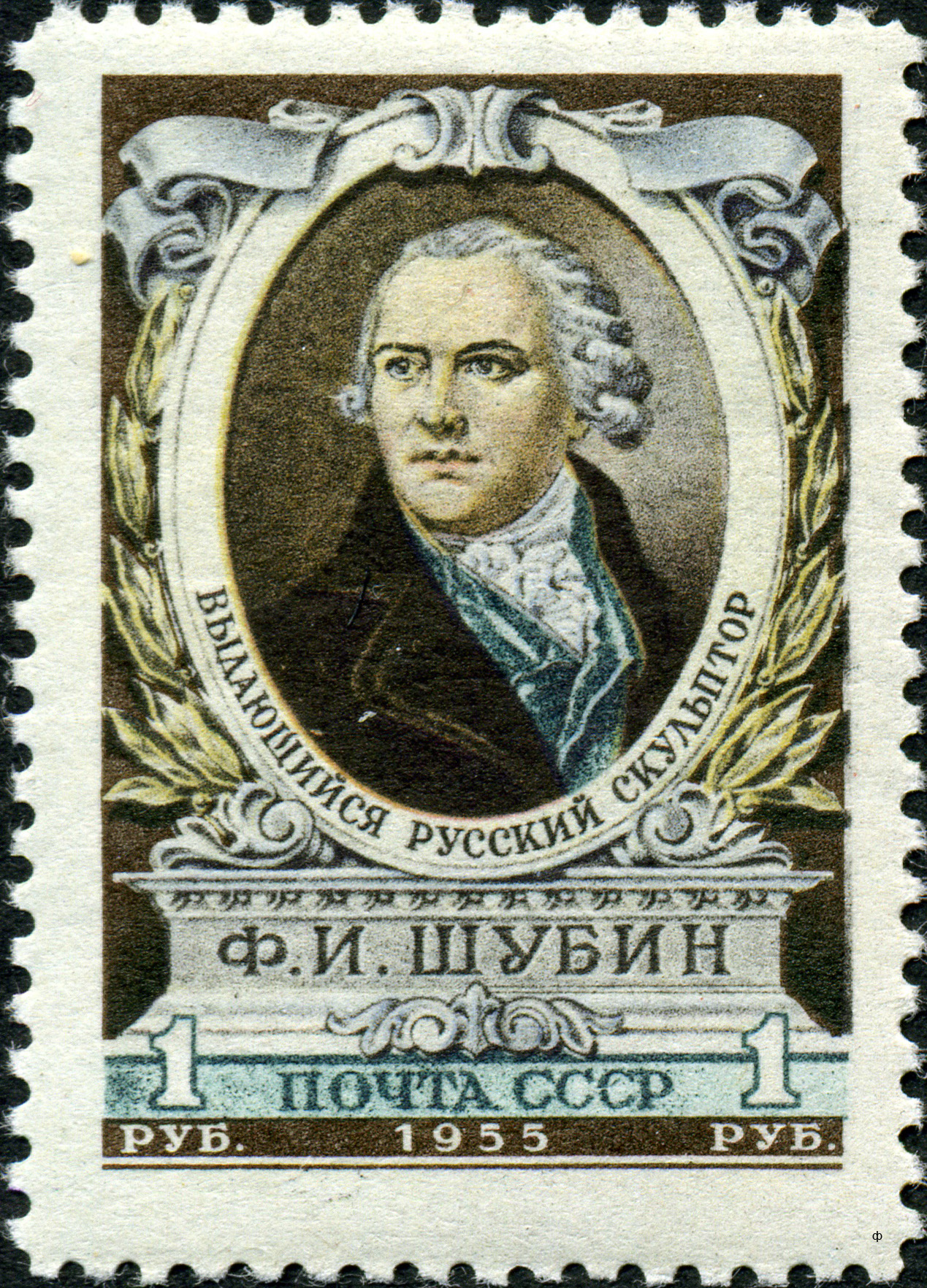
Шубін Федот Іванович

## Загальна характеристика творчості
Жінка-скульптор радянського часу Віра Мухіна зазначала, що «мистецтво Федота Шубіна стало зразком його часу». Серед найкращих робіт Шубіна можна відзначити портрети імператриці Катерини ІІ, князя Голіцина, князя Потьомкіна-Таврійського, науковця М. Ломоносова. Особливо вартісним став бюст генерал-фельдмаршала Олександра Голіцина. Хоча скульптор працював на замовлення, він не ідеалізував своїх персонажів. На одне портретне погруддя він витрачав не більше місяця при збереженні портетності і точності, при чому його твори не схожі одна на одну. Шубін успішно виступав і як монументаліст та декоратор, виконавши статую «Катерина Друга — законодавиця» для Таврійського палацу, він також автор декількох релігійних скульптур для декору Свято-Троїцького собору Олександро-Невської Лаври в Петербурзі.